# Дел Рей Оукс (град, Калифорния)
Дел Рей Оукс (на английски: Del Rey Oaks) е град в окръг Монтерей, щата Калифорния, САЩ. Дел Рей Оукс е с население от 1687 жители (по приблизителна оценка от 2017 г.) и обща площ от 1,3 km². Намира се на 25 m надморска височина. ЗИП кодовете му са 93940, а телефонният му код е 831.